# Jejosephia pusilla
Jejosephia pusilla là một loài thực vật có hoa trong họ Lan. Loài này được (J.Joseph & H.Deka) A.N.Rao & Mani mô tả khoa học đầu tiên năm 1985.